# Basilianus
Basilianus es un género de coleóptero de la familia Passalidae.

## Especies
Las especies de este género son:
- Basilianus aequalis
- Basilianus aequidens
- Basilianus birmanicus
- Basilianus bleuzeni
- Basilianus boxeri
- Basilianus cantori
- Basilianus chinensis
- Basilianus convexifrons
- Basilianus emas
- Basilianus ferreri
- Basilianus griveaui
- Basilianus hirtimarginalis
- Basilianus indicus
- Basilianus inopinus
- Basilianus jacquesi
- Basilianus javensis
- Basilianus koni
- Basilianus lacroixi
- Basilianus longiruga
- Basilianus megatarsi
- Basilianus minor
- Basilianus neelgherriensis
- Basilianus pseudaequidens
- Basilianus rajanus
- Basilianus singapurae
- Basilianus sternibarbis
- Basilianus tanae
- Basilianus tuberculosus
- Basilianus tuberculus
- Basilianus uedai